# In da Club
"In da Club" é uma canção hip hop cantada pelo rapper estadunidense 50 Cent, para o seu álbum comercial de estreia, Get Rich or Die Tryin'. (2003) A música foi produzida por Dr. Dre e coproduzida por Mike Elizondo. 50 Cent, Dre, e Elizondo compuseram a letra da música. A música foi lançada em janeiro de 2003 como principal single do álbum e alcançou o número um na Billboard Hot 100 dos EUA, tornando-se o primeiro single número um de 50 Cent nessa parada.
"In da Club" recebeu aclamação da crítica; no 46º Grammy Awards, foi indicado para Melhor Performance de Rap Masculino Solo e Melhor Canção de Rap. O videoclipe que acompanha "In da Club" ganhou o prêmio de Melhor Vídeo de Rap e Melhor Artista Novo no MTV Video Music Awards de 2003. Em 2009, a música foi listada no número 24 nas 100 melhores músicas da década da Billboard. Foi listada no número 13 nas "Melhores músicas da década" da Rolling Stone. Em 2010, ficou em 448º lugar na lista das 500 melhores músicas de todos os tempos da Rolling Stone.

## Versões
- CD single[1]

1. "In da Club" (clean)
2. "In da Club" (explícita)
3. "Wanksta"

- Australian CD single[2]

1. "In da Club"
2. "Wanksta"
3. "In da Club" (instrumental)
4. "In da Club" (faixa multimídia)
5. "Wanksta" (faixa multimídia)

## Remixes
Muitos remixes para a música foram feitas por artistas como Beyoncé Knowles, Mary J. Blige, P. Diddy, Lil Wayne e muitos outros que fizeram suas próprias versões com o tema instrumental da canção.

### Sexy Lil' Thug
"Sexy Lil' Thug" é um remix feito por Beyoncé originalmente da música "In Da Club" usando a versão instrumental da melodia, mas cantando sua própria letra. O remix foi intitulado "Sexy Lil' Thug" ao invés de "In Da Club". Na canção, Beyoncé faz referências aos sapatos Jimmy Choo, Marilyn Monroe, Marc Jacobs e Bailey Bank & Biddle. A canção foi lançada oficialmente por Beyoncé apenas no mixtape Speak My Mind.

### Desempenho
| Tabelas musicais (2003)                | Melhor posição |
| -------------------------------------- | -------------- |
| Estados Unidos - Hot R&B/Hip-Hop Songs | 67             |

### We All In da Club
Depois de cada artista criar seu próprio remix para a música, o DJ Geezy criou uma versão remix de quase 10 minutos intitulada "In Da Club (Exclusive Remix Unreleased)", o remix não foi lançado oficialmente, ele é composto pelos vocais de 50 Cent com a participação de Beyoncé, Mary J. Blige e P. Diddy.

## Gráficos
| Parada musical (2003)                                     | Melhor posição |
| --------------------------------------------------------- | -------------- |
| Austrália ARIA Charts                                     | 1              |
| Áustria Ö3 Austria Top 40                                 | 3              |
| Bélgica Belgian Singles Chart                             | 2              |
| Canadá Canadian Singles Chart                             | 1              |
| Países Baixos Dutch Top 40                                | 2              |
| Dinamarca Tracklisten                                     | 1              |
| Europa Eurochart Hot 100                                  | 1              |
| Finlândia Finnish Singles Chart                           | 5              |
| França SNEP                                               | 16             |
| Alemanha Media Control Charts                             | 1              |
| Grécia Greek Singles Chart                                | 3              |
| Irlanda Irish Singles Chart                               | 1              |
| Nova Zelândia RIANZ                                       | 1              |
| Noruega VG-lista                                          | 3              |
| Suécia Sverigetopplistan                                  | 4              |
| Suíça Swiss Charts                                        | 1              |
| Reino Unido UK Singles Chart                              | 3              |
| Estados Unidos Billboard Hot 100                          | 1              |
| Estados Unidos Billboard Top 40 Tracks                    | 1              |
| Estados Unidos Billboard Hot R&B/Hip-Hop Singles & Tracks | 1              |
| Estados Unidos Billboard Hot Rap Tracks                   | 1              |